# Muzio Mattei (militare)
Muzio Mattei (Roma, ... – Candia, 1668) è stato un generale italiano.

## Biografia
Nato nel ramo di Paganica della nobile famiglia romana dei Mattei, era figlio di Ludovico III Mattei e di Laura Frangipane e nipote dell'omonimo Muzio Mattei. Era fratello del cardinale Orazio Mattei e del patriarca Michelangelo Mattei.
Il 21 marzo 1661 sposò Caterina Ginetti, sorella del cardinale Gianfrancesco Ginetti.
Cavaliere e militare di professione, nel 1666 fu a capo di un contingente pontificio inviato da papa Alessandro VII in Dalmazia per assistere i Veneziani nella loro guerra contro i Turchi. Sconfitti gli Ottomani presso Zara e Spalato, condusse il suo esercito a Creta per dare supporto alla città di Candia, che era sotto assedio turco da quasi vent'anni.
Nel 1668, fu gravemente ferito da un colpo di cannone mentre ispezionava alcune fortificazioni e morì poco tempo dopo.
La sua salma fu riportata a Roma, dove venne inumata l'8 giugno 1668 dopo una solenne cerimonia funebre celebrata da papa Clemente IX in persona nella basilica di Santa Maria Maggiore. Per l'occasione, il Bernini realizzò un enorme catafalco ligneo finemente decorato.

## Ascendenza
|                     |                  |                      | Genitori              |  |  | Nonni |  |  | Bisnonni           |  |  | Trisnonni             |  |
|                     |                  |                      |                       |  |  |       |  |  | Ludovico II Mattei |  |  | Pietro Antonio Mattei |  |
|                     |                  |                      |                       |  |  |       |  |  | Ludovico II Mattei |  |  | Pietro Antonio Mattei |  |
|                     |                  | Antonina Capodiferro |                       |  |  |       |  |  | Ludovico II Mattei |  |  |                       |  |
| Muzio Mattei        |                  |                      |                       |  |  |       |  |  | Ludovico II Mattei |  |  |                       |  |
|                     |                  | Lucrezia Capranica   | Camillo Capranica     |  |  |       |  |  |                    |  |  |                       |  |
|                     |                  | Lucrezia Capranica   | Camillo Capranica     |  |  |       |  |  |                    |  |  |                       |  |
|                     |                  | Lucrezia Capranica   | Faustina Della Valle  |  |  |       |  |  |                    |  |  |                       |  |
| Ludovico III Mattei |                  | Lucrezia Capranica   |                       |  |  |       |  |  |                    |  |  |                       |  |
|                     |                  | Pierantonio Bandini  | Francesco Bandini     |  |  |       |  |  |                    |  |  |                       |  |
|                     |                  | Pierantonio Bandini  | Francesco Bandini     |  |  |       |  |  |                    |  |  |                       |  |
|                     |                  | Pierantonio Bandini  | Ginevra Salviati      |  |  |       |  |  |                    |  |  |                       |  |
| Lucrezia Bandini    |                  | Pierantonio Bandini  |                       |  |  |       |  |  |                    |  |  |                       |  |
|                     |                  | Cassandra Cavalcanti | Bartolomeo Cavalcanti |  |  |       |  |  |                    |  |  |                       |  |
|                     |                  | Cassandra Cavalcanti | Bartolomeo Cavalcanti |  |  |       |  |  |                    |  |  |                       |  |
|                     |                  | Cassandra Cavalcanti | Dianora Gondi         |  |  |       |  |  |                    |  |  |                       |  |
| Muzio Mattei        |                  | Cassandra Cavalcanti |                       |  |  |       |  |  |                    |  |  |                       |  |
|                     | Pirro Frangipane | Girolamo Frangipane  |                       |  |  |       |  |  |                    |  |  |                       |  |
|                     | Pirro Frangipane | Girolamo Frangipane  |                       |  |  |       |  |  |                    |  |  |                       |  |
|                     | Pirro Frangipane | Artemisia Colonna    |                       |  |  |       |  |  |                    |  |  |                       |  |
| Geronimo Frangipane | Pirro Frangipane |                      |                       |  |  |       |  |  |                    |  |  |                       |  |
|                     |                  | …                    | …                     |  |  |       |  |  |                    |  |  |                       |  |
|                     |                  | …                    | …                     |  |  |       |  |  |                    |  |  |                       |  |
|                     |                  | …                    | …                     |  |  |       |  |  |                    |  |  |                       |  |
| Laura Frangipane    |                  | …                    |                       |  |  |       |  |  |                    |  |  |                       |  |
|                     |                  | …                    | …                     |  |  |       |  |  |                    |  |  |                       |  |
|                     |                  | …                    | …                     |  |  |       |  |  |                    |  |  |                       |  |
|                     |                  | …                    | …                     |  |  |       |  |  |                    |  |  |                       |  |
| …                   |                  | …                    |                       |  |  |       |  |  |                    |  |  |                       |  |
|                     |                  | …                    | …                     |  |  |       |  |  |                    |  |  |                       |  |
|                     |                  | …                    | …                     |  |  |       |  |  |                    |  |  |                       |  |
|                     |                  | …                    | …                     |  |  |       |  |  |                    |  |  |                       |  |
|                     |                  | …                    |                       |  |  |       |  |  |                    |  |  |                       |  |